# Giải vô địch bóng đá châu Âu 2024 (Bảng C)
Bảng C của giải vô địch bóng đá châu Âu 2024 diễn ra từ ngày 16 đến ngày 25 tháng 6 năm 2024, bao gồm các đội Slovenia, Đan Mạch, Serbia và Anh.

## Các đội tuyển
| Nhóm | Đội tuyển | Nhóm hạt giống | Tư cách qua vòng loại | Số lần tham dự | Lần tham dự gần đây nhất | Thành tích tốt nhất  | Xếp hạng UEFA Tháng 11, 2023 | Xếp hạng FIFA Tháng 4, 2024 |
| ---- | --------- | -------------- | --------------------- | -------------- | ------------------------ | -------------------- | ---------------------------- | --------------------------- |
| C1   | Slovenia  | 3              | Nhì bảng H            | 2              | 2000                     | Vòng bảng (1992)     | 15                           | 57                          |
| C2   | Đan Mạch  | 2              | Nhất bảng H           | 10             | 2020                     | Vô địch (1992)       | 9                            | 21                          |
| C3   | Serbia    | 4              | Nhì bảng G            | 6              | 2000                     | Á quân (1960, 1968). | 19                           | 33                          |
| C4   | Anh       | 1              | Nhất bảng C           | 11             | 2020                     | Á quân (2020)        | 5                            | 4                           |

Ghi chú
1. ↑  Bảng xếp hạng FIFA khu vực châu Âu vào tháng 11 năm 2023 được sử dụng trước khi bốc thăm vòng bảng
2. ↑  Từ 1960 đến 1984, Serbia tham dự với tên gọi là Nam Tư, đến năm 2000 thì tham dự với tên gọi là Cộng hòa Liên bang Nam Tư.

## Bảng xếp hạng
| VT | Đội      | ST | T | H | B | BT | BB | HS | Đ | Giành quyền tham dự                 |
| -- | -------- | -- | - | - | - | -- | -- | -- | - | ----------------------------------- |
| 1  | Anh      | 3  | 1 | 2 | 0 | 2  | 1  | +1 | 5 | Đi tiếp vào vòng đấu loại trực tiếp |
| 2  | Đan Mạch | 3  | 0 | 3 | 0 | 2  | 2  | 0  | 3 | Đi tiếp vào vòng đấu loại trực tiếp |
| 3  | Slovenia | 3  | 0 | 3 | 0 | 2  | 2  | 0  | 3 | Đi tiếp vào vòng đấu loại trực tiếp |
| 4  | Serbia   | 3  | 0 | 2 | 1 | 1  | 2  | −1 | 2 |                                     |

1. 1 2  Điểm kỷ luật: Đan Mạch −6, Slovenia −7.

Ở vòng 16 đội:
- Đội đứng nhất bảng C, Anh, sẽ gặp đội đứng ba bảng E, Slovakia.
- Đội đứng nhì bảng C, Đan Mạch, sẽ gặp đội đứng nhất bảng A, Đức
- Đội đứng ba bảng C, Slovenia, sẽ gặp đội đứng nhất bảng F, Bồ Đào Nha.

## Các trận đấu

### Slovenia vs Đan Mạch
| Slovenia    | 1–1      | Đan Mạch      |
| ----------- | -------- | ------------- |
| - Janža 77' | Chi tiết | - Eriksen 17' |

| Slovenia | Đan Mạch |

| TM                          | 1  | Jan Oblak (c)        |     |       |
| HV                          | 2  | Žan Karničnik        |     |       |
| HV                          | 21 | Vanja Drkušić        |     |       |
| HV                          | 6  | Jaka Bijol           |     |       |
| HV                          | 13 | Erik Janža           |     |       |
| TV                          | 20 | Petar Stojanović     | 53' | 67'   |
| TV                          | 22 | Adam Čerin           |     |       |
| TV                          | 10 | Timi Elšnik          |     | 75'   |
| TV                          | 17 | Jan Mlakar           |     | 75'   |
| TĐ                          | 9  | Andraž Šporar        |     | 90+5' |
| TĐ                          | 11 | Benjamin Šeško       |     | 90+5' |
| Thay người:                 |    |                      |     |       |
| TV                          | 7  | Benjamin Verbič      |     | 67'   |
| TV                          | 5  | Jon Gorenc Stanković |     | 75'   |
| TĐ                          | 19 | Žan Celar            | 84' | 75'   |
| HV                          | 23 | David Brekalo        |     | 90+5' |
| TV                          | 14 | Jasmin Kurtić        |     | 90+5' |
| Các hành động kỷ luật khác: |    |                      |     |       |
| NK                          | —  | Milivoje Novaković   | 70' |       |
| Huấn luyện viên:            |    |                      |     |       |
| Matjaž Kek                  |    |                      |     |       |

| TM               | 1  | Kasper Schmeichel (c) |     |     |
| HV               | 6  | Andreas Christensen   |     |     |
| HV               | 2  | Joachim Andersen      |     |     |
| HV               | 3  | Jannik Vestergaard    |     |     |
| TV               | 18 | Alexander Bah         |     |     |
| TV               | 21 | Morten Hjulmand       | 49' | 89' |
| TV               | 23 | Pierre-Emile Højbjerg |     | 83' |
| TV               | 17 | Victor Kristiansen    |     | 78' |
| TV               | 10 | Christian Eriksen     |     |     |
| TĐ               | 19 | Jonas Wind            |     | 83' |
| TĐ               | 9  | Rasmus Højlund        |     | 83' |
| Thay người:      |    |                       |     |     |
| HV               | 5  | Joakim Mæhle          |     | 78' |
| TĐ               | 12 | Kasper Dolberg        |     | 83' |
| TĐ               | 20 | Yussuf Poulsen        |     | 83' |
| TV               | 15 | Christian Nørgaard    |     | 83' |
| TV               | 8  | Thomas Delaney        |     | 89' |
| Huấn luyện viên: |    |                       |     |     |
| Kasper Hjulmand  |    |                       |     |     |

| Cầu thủ xuất sắc nhất trận: Christian Eriksen (Đan Mạch) Trợ lý trọng tài: Stéphane de Almeida (Thụy Sĩ) Bekim Zogaj (Thụy Sĩ) Trọng tài bàn: Donatas Rumšas (Litva) Trọng tài dự phòng: Aleksandr Radiuš (Litva) Trợ lý trọng tài video: Fedayi San (Thụy Sĩ) Trợ lý tổ trợ lý trọng tài video: Bartosz Frankowski (Ba Lan) Tomasz Kwiatkowski (Ba Lan) |

### Serbia vs Anh
| Serbia | 0–1      | Anh              |
| ------ | -------- | ---------------- |
|        | Chi tiết | - Bellingham 13' |

| Serbia | Anh |

| TM               | 1                | Predrag Rajković        |     |     |
| HV               | 13               | Miloš Veljković         |     |     |
| HV               | 4                | Nikola Milenković       |     |     |
| HV               | 2                | Strahinja Pavlović      |     |     |
| TV               | 6                | Nemanja Gudelj          | 39' | 46' |
| TV               | 20               | Sergej Milinković-Savić |     |     |
| TV               | 22               | Saša Lukić              |     | 61' |
| TV               | 14               | Andrija Živković        |     | 74' |
| TV               | 11               | Filip Kostić            |     | 43' |
| TĐ               | 7                | Dušan Vlahović          |     |     |
| TĐ               | 9                | Aleksandar Mitrović (c) |     | 61' |
| Thay người:      |                  |                         |     |     |
| HV               | 25               | Filip Mladenović        |     | 43' |
| TV               | 17               | Ivan Ilić               |     | 46' |
| TV               | 10               | Dušan Tadić             | 75' | 61' |
| TĐ               | 8                | Luka Jović              |     | 61' |
| TV               | 26               | Veljko Birmančević      |     | 74' |
| Huấn luyện viên: |                  |                         |     |     |
| Dragan Stojković | Dragan Stojković | Dragan Stojković        | 83' |     |

| TM               | 1  | Jordan Pickford        |  |     |
| HV               | 2  | Kyle Walker            |  |     |
| HV               | 5  | John Stones            |  |     |
| HV               | 6  | Marc Guéhi             |  |     |
| HV               | 12 | Kieran Trippier        |  |     |
| TV               | 8  | Trent Alexander-Arnold |  | 69' |
| TV               | 4  | Declan Rice            |  |     |
| TV               | 7  | Bukayo Saka            |  | 76' |
| TV               | 10 | Jude Bellingham        |  | 86' |
| TV               | 11 | Phil Foden             |  |     |
| TĐ               | 9  | Harry Kane (c)         |  |     |
| Thay người:      |    |                        |  |     |
| TV               | 16 | Conor Gallagher        |  | 69' |
| TĐ               | 20 | Jarrod Bowen           |  | 76' |
| TV               | 26 | Kobbie Mainoo          |  | 86' |
| Huấn luyện viên: |    |                        |  |     |
| Gareth Southgate |    |                        |  |     |

| Cầu thủ xuất sắc nhất trận đấu: Jude Bellingham (Anh) Trợ lý trọng tài: Ciro Carbone (Ý) Alessandro Giallatini (Ý) Trọng tài bàn: Ivan Kružliak (Slovakia) Trọng tài dự phòng: Branislav Hancko (Slovakia) Trợ lý trọng tài video: Massimiliano Irrati (Ý) Trợ lý tổ trợ lý trọng tài video: Paolo Valeri (Ý) Cătălin Popa (România) |

### Slovenia vs Serbia
| Slovenia        | 1–1      | Serbia        |
| --------------- | -------- | ------------- |
| - Karničnik 69' | Chi tiết | - Jovic 90+5' |

| Slovenia | Serbia |

| TM               | 1  | Jan Oblak (c)        |       |       |
| HV               | 2  | Žan Karničnik        |       |       |
| HV               | 21 | Vanja Drkušić        |       |       |
| HV               | 6  | Jaka Bijol           |       |       |
| HV               | 13 | Erik Janža           | 87'   |       |
| TV               | 20 | Petar Stojanović     |       | 76'   |
| TV               | 22 | Adam Gnezda Čerin    |       |       |
| TV               | 10 | Timi Max Elšnik      |       | 90+1' |
| TV               | 17 | Jan Mlakar           |       | 64'   |
| TĐ               | 9  | Andraž Šporar        |       |       |
| TĐ               | 11 | Benjamin Šeško       |       | 76'   |
| Thay người:      |    |                      |       |       |
| TV               | 5  | Jon Gorenc Stanković |       | 64'   |
| TĐ               | 18 | Žan Vipotnik         | 90+4' | 76'   |
| TV               | 7  | Benjamin Verbič      |       | 76'   |
| HV               | 23 | David Brekalo        |       | 90+1' |
|                  |    |                      |       |       |
| Huấn luyện viên: |    |                      |       |       |
| Matjaž Kek       |    |                      |       |       |

| TM               | 1  | Predrag Rajković        |       |     |
| HV               | 13 | Miloš Veljković         |       |     |
| HV               | 4  | Nikola Milenković       |       |     |
| HV               | 2  | Strahinja Pavlović      |       |     |
| TV               | 17 | Ivan Ilić               |       |     |
| TV               | 22 | Saša Lukić              | 54'   | 64' |
| TV               | 14 | Andrija Živković        |       | 82' |
| TV               | 10 | Dušan Tadić (c)         |       | 82' |
| TV               | 25 | Filip Mladenović        | 25'   | 46' |
| TĐ               | 7  | Dušan Vlahović          |       | 64' |
| TĐ               | 9  | Aleksandar Mitrović     |       |     |
| Thay người:      |    |                         |       |     |
| TV               | 21 | Mijat Gacinovic         | 90+3' | 46' |
| TV               | 20 | Sergej Milinkovic-Savic |       | 64' |
| TĐ               | 8  | Luka Jovic              | 90+2' | 64' |
| TV               | 19 | Lazar Samardzic         |       | 82' |
| TV               | 26 | Veljko Birmančević      |       | 82' |
| Huấn luyện viên: |    |                         |       |     |
| Dragan Stojković |    |                         |       |     |

| Cầu thủ xuất sắc nhất trận: Žan Karničnik (Slovenia) Trợ lý trọng tài: Vasile Marinescu (România) Mihai Ovidiu Artene (România) Trọng tài bàn: Espen Eskås (Na Uy) Trọng tài dự phòng: Jan Erik Engan (Na Uy) Trợ lý trọng tài video: Pol van Boekel (Hà Lan) Trợ lý tổ trợ lý trọng tài video: Rob Dieperink (Hà Lan) Marco Fritz (Đức) |

### Đan Mạch vs Anh
| Đan Mạch       | 1–1      | Anh        |
| -------------- | -------- | ---------- |
| - Hjulmand 34' | Chi tiết | - Kane 18' |

| Đan Mạch | Anh |

| TM               | 1  | Kasper Schmeichel (c) |     |     |
| HV               | 2  | Joachim Andersen      |     |     |
| HV               | 6  | Andreas Christensen   |     |     |
| HV               | 3  | Jannik Vestergaard    | 27' |     |
| TV               | 5  | Joakim Mæhle          | 73' |     |
| TV               | 21 | Morten Hjulmand       |     | 82' |
| TV               | 23 | Pierre-Emile Højbjerg |     |     |
| TV               | 17 | Victor Kristiansen    |     | 57' |
| TV               | 10 | Christian Eriksen     |     | 83' |
| TĐ               | 9  | Rasmus Højlund        |     | 67' |
| TĐ               | 19 | Jonas Wind            |     | 57' |
| Thay người:      |    |                       |     |     |
| HV               | 18 | Alexander Bah         |     | 57' |
| TV               | 14 | Mikkel Damsgaard      |     | 57' |
| TĐ               | 20 | Yussuf Poulsen        |     | 67' |
| TV               | 15 | Christian Nørgaard    | 87' | 82' |
| TĐ               | 11 | Andreas Skov Olsen    |     | 83' |
| Huấn luyện viên: |    |                       |     |     |
| Kasper Hjulmand  |    |                       |     |     |

| TM               | 1  | Jordan Pickford        |     |     |
| HV               | 2  | Kyle Walker            |     |     |
| HV               | 5  | John Stones            |     |     |
| HV               | 6  | Marc Guéhi             |     |     |
| HV               | 12 | Kieran Trippier        |     |     |
| TV               | 8  | Trent Alexander-Arnold |     | 54' |
| TV               | 4  | Declan Rice            |     |     |
| TV               | 7  | Bukayo Saka            |     | 70' |
| TV               | 10 | Jude Bellingham        |     |     |
| TV               | 11 | Phil Foden             |     | 69' |
| TĐ               | 9  | Harry Kane (c)         |     | 69' |
| Thay người:      |    |                        |     |     |
| TV               | 16 | Conor Gallagher        | 62' | 54' |
| TĐ               | 19 | Ollie Watkins          |     | 69' |
| TĐ               | 20 | Jarrod Bowen           |     | 69' |
| TĐ               | 21 | Eberechi Eze           |     | 70' |
|                  |    |                        |     |     |
| Huấn luyện viên: |    |                        |     |     |
| Gareth Southgate |    |                        |     |     |

| Cầu thủ xuất sắc nhất trận: Pierre-Emile Hojbjerg (Đan Mạch) Trợ lý trọng tài video: Paulo Soares (Bồ Đào Nha) Pedro Ribeiro (Bồ Đào Nha) Trọng tài bàn: Mykola Balakin (Ukraina) Trọng tài dự phòng: Oleksandr Berkut (Ukraina) Trợ lý trọng tài video: Tiago Martins (Bồ Đào Nha) Trợ lý tổ trợ lý trọng tài video: Alejandro Hernández Hernández (Tây Ban Nha) Juan Martínez Munuera (Tây Ban Nha) |

### Anh vs Slovenia
| Anh | 0–0      | Slovenia |
| --- | -------- | -------- |
|     | Chi tiết |          |

| Anh | Slovenia |

| TM               | 1  | Jordan Pickford        |     |     |
| HV               | 2  | Kyle Walker            |     |     |
| HV               | 5  | John Stones            |     |     |
| HV               | 6  | Marc Guéhi             | 68' |     |
| HV               | 12 | Kieran Trippier        | 17' | 84' |
| TV               | 16 | Conor Gallagher        |     | 46' |
| TV               | 4  | Declan Rice            |     |     |
| TV               | 7  | Bukayo Saka            |     | 71' |
| TV               | 10 | Jude Bellingham        |     |     |
| TV               | 11 | Phil Foden             | 77' | 89' |
| TĐ               | 9  | Harry Kane (c)         |     |     |
| Thay người:      |    |                        |     |     |
| TV               | 26 | Kobbie Mainoo          |     | 46' |
| TV               | 24 | Cole Palmer            |     | 71' |
| HV               | 8  | Trent Alexander-Arnold |     | 84' |
| TĐ               | 18 | Anthony Gordon         |     | 89' |
| Huấn luyện viên: |    |                        |     |     |
| Gareth Southgate |    |                        |     |     |

| TM               | 1  | Jan Oblak (c)        |     |       |
| HV               | 2  | Žan Karničnik        |     |       |
| HV               | 21 | Vanja Drkušić        |     |       |
| HV               | 6  | Jaka Bijol           | 72' |       |
| HV               | 13 | Erik Janža           | 22' | 90+1' |
| TV               | 22 | Adam Gnezda Čerin    |     |       |
| TV               | 10 | Timi Max Elšnik      |     |       |
| TV               | 20 | Petar Stojanović     |     |       |
| TV               | 17 | Jan Mlakar           |     | 86'   |
| TĐ               | 9  | Andraž Šporar        |     | 86'   |
| TĐ               | 11 | Benjamin Šeško       |     | 75'   |
| Thay người:      |    |                      |     |       |
| TĐ               | 26 | Josip Iličić         |     | 75'   |
| TV               | 5  | Jon Gorenc Stanković |     | 86'   |
| TĐ               | 19 | Žan Celar            |     | 86'   |
| HV               | 3  | Jure Balkovec        |     | 90+1' |
| Huấn luyện viên: |    |                      |     |       |
| Matjaž Kek       |    |                      |     |       |

| Cầu thủ xuất sắc nhất trận: Adam Gnezda Čerin (Slovenia) Trợ lý trọng tài: Nicolas Danos (Pháp) Benjamin Pagès (Pháp) Trọng tài bàn: Halil Umut Meler (Thổ Nhĩ Kỳ) Trọng tài dự phòng: Mustafa Emre Eyisoy (Thổ Nhĩ Kỳ) Trợ lý trọng tài video: Jérôme Brisard (Pháp) Trợ lý tổ trợ lý trọng tài video: Willy Delajod (Pháp) Rob Dieperink (Hà Lan) |

### Đan Mạch vs Serbia
| Đan Mạch | 0–0      | Serbia |
| -------- | -------- | ------ |
|          | Chi tiết |        |

| Đan Mạch | Serbia |

| TM               | 1  | Kasper Schmeichel (c) |     |     |
| HV               | 2  | Joachim Andersen      |     |     |
| HV               | 6  | Andreas Christensen   |     |     |
| HV               | 3  | Jannik Vestergaard    |     |     |
| TV               | 18 | Alexander Bah         |     | 77' |
| TV               | 21 | Morten Hjulmand       | 30' | 77' |
| TV               | 23 | Pierre-Emile Højbjerg |     |     |
| TV               | 5  | Joakim Mæhle          |     |     |
| TV               | 10 | Christian Eriksen     |     | 88' |
| TĐ               | 9  | Rasmus Højlund        |     | 59' |
| TĐ               | 19 | Jonas Wind            | 27' | 46' |
| Thay người:      |    |                       |     |     |
| TĐ               | 11 | Andreas Skov Olsen    |     | 46' |
| TĐ               | 12 | Kasper Dolberg        |     | 59' |
| TV               | 8  | Thomas Delaney        |     | 77' |
| HV               | 17 | Victor Kristiansen    |     | 77' |
| TĐ               | 20 | Yussuf Poulsen        |     | 88' |
| Huấn luyện viên: |    |                       |     |     |
| Kasper Hjulmand  |    |                       |     |     |

| TM               | 1  | Predrag Rajković        |     |     |
| HV               | 13 | Miloš Veljković         |     |     |
| HV               | 4  | Nikola Milenković       | 4'  |     |
| HV               | 2  | Strahinja Pavlović      |     |     |
| TV               | 16 | Srđan Mijailović        |     | 73' |
| TV               | 17 | Ivan Ilić               |     | 67' |
| TV               | 6  | Nemanja Gudelj          |     | 46' |
| TV               | 14 | Andrija Živković        |     |     |
| TV               | 19 | Lazar Samardžić         |     | 46' |
| TV               | 22 | Saša Lukić              |     | 87' |
| TĐ               | 9  | Aleksandar Mitrović (c) | 83' |     |
| Thay người:      |    |                         |     |     |
| TV               | 10 | Dušan Tadić             |     | 46' |
| TĐ               | 8  | Luka Jović              |     | 46' |
| TĐ               | 7  | Dušan Vlahović          |     | 67' |
| HV               | 25 | Filip Mladenović        |     | 73' |
| TV               | 20 | Sergej Milinković-Savić |     | 87' |
| Huấn luyện viên: |    |                         |     |     |
| Dragan Stojković |    |                         |     |     |

| Cầu thủ xuất sắc nhất trận: Christian Eriksen (Đan Mạch) Trợ lý trọng tài: Cyril Mugnier (Pháp) Mehdi Rahmouni (Pháp) Trọng tài bàn: Donatas Rumšas (Litva) Trọng tài dự phòng: Aleksandr Radiuš (Litva) Trợ lý trọng tài video: Bastian Dankert (Đức) Trợ lý tổ trợ lý trọng tài video: Fedayi San (Thụy Sĩ) Pol van Boekel (Hà Lan) |

## Kỷ luật
Điểm fair play sẽ được sử dụng làm tiêu chí xếp hạng nếu thành tích đối đầu và tổng điểm của các đội bằng nhau (và nếu loạt sút luân lưu không được áp dụng làm tiêu chí xếp hạng). Chúng được tính dựa trên số thẻ vàng và thẻ đỏ mà các đội nhận được trong tất cả các trận đấu vòng bảng như sau:
- thẻ vàng = 1 điểm
- thẻ đỏ do hai thẻ vàng = 3 điểm
- thẻ đỏ trực tiếp = 3 điểm
- thẻ vàng tiếp theo là thẻ đỏ trực tiếp = 4 điểm

Chỉ có một trong các khoản khấu trừ trên được áp dụng cho một cầu thủ trong một trận đấu.
| Đội tuyển | Trận 1   | Trận 1                                    | Trận 1 | Trận 1            | Trận 2   | Trận 2                                    | Trận 2 | Trận 2            | Trận 3   | Trận 3                                    | Trận 3 | Trận 3            | Điểm |
| Đội tuyển | Thẻ vàng | Thẻ vàng · Thẻ vàng-đỏ (thẻ đỏ gián tiếp) | Thẻ đỏ | Thẻ vàng · Thẻ đỏ | Thẻ vàng | Thẻ vàng · Thẻ vàng-đỏ (thẻ đỏ gián tiếp) | Thẻ đỏ | Thẻ vàng · Thẻ đỏ | Thẻ vàng | Thẻ vàng · Thẻ vàng-đỏ (thẻ đỏ gián tiếp) | Thẻ đỏ | Thẻ vàng · Thẻ đỏ | Điểm |
| --------- | -------- | ----------------------------------------- | ------ | ----------------- | -------- | ----------------------------------------- | ------ | ----------------- | -------- | ----------------------------------------- | ------ | ----------------- | ---- |
| Anh       |          |                                           |        |                   | 1        |                                           |        |                   | 3        |                                           |        |                   | –4   |
| Đan Mạch  | 1        |                                           |        |                   | 3        |                                           |        |                   | 2        |                                           |        |                   | –6   |
| Slovenia  | 3        |                                           |        |                   | 2        |                                           |        |                   | 2        |                                           |        |                   | –7   |
| Serbia    | 3        |                                           |        |                   | 4        |                                           |        |                   | 2        |                                           |        |                   | –9   |

1. ↑  Tính cả một thẻ từ nhân viên kỹ thuật của đội bóng.